# ماركيز هاريس
ماركيز هاريس (بالإنجليزية: Marques Harris)‏ هو لاعب كرة قدم أمريكية أمريكي، ولد في 20 سبتمبر 1981.

## وصلات خارجية
- ماركيز هاريس على موقع مرجع كرة القدم المحترفة.كوم (الإنجليزية)